# Mass (Bernstein)
MASS (títol complet: "MASS: A Theatre Piece for Singers, Players and Dancers, és a dir, "Una obra de teatre per a cantants, músics i ballarins") és una obra de teatre musical composta per Leonard Bernstein amb text del mateix Bernstein i lletres i text addicional de Stephen Schwartz. Encarregada per Jacqueline Kennedy, es va estrenar el 8 de setembre de 1971, dirigida per Maurice Peress. L'actuació va formar par de la innauguració del Centre John F. Kennedy per a les Arts escèniques, a Washington DC Mass s'estrenà a Europa el 1973, amb John Mauceri dirigint la Yale Orquestra de Simfonia a Viena.
Al principi, Bernstein pretenia compondre una missa tradicional, però en comptes d'això es decidí per una forma més innovadora. L'obra es basa en la Missa Tridentina de l'Església catòlica. Tot i que els passatges litúrgics són cantats en llatí, també s'hi inclouen textos addicionals en anglès escrits per Bernstein, el compositor de Broadway Stephen Schwartz, i Paul Simon (que va escriure el primer quartet del trop "Half of the People"). L'obra està pensada per ser escenificada teatralment, però també es pot interpretar en un concert estàndard.
La recepció crítica inicial, incloent-hi una ressenya al New York Times, va ser en gran part negativa, però el disc de Columbia Records va tenir unes vendes excel·lents.

## Repartiment
El repartiment original estava format per un Celebrant, tres cors, i acòlits. Una orquestra clàssica actua al fossat, mentre els altres músics —incloent-hi una banda de rock i una banda— actuen i interaccionen a l'escenari.
- El Celebrant – El caràcter central de la feina, un sacerdot catòlic que condueix la celebració de la Missa.
- Cor formal – Un cor mixt (SSAATTBB) al fons de l'escenari que canta les parts llatines de la Missa.
- Cor de nois – Un cor infantil (SSAA) actua dins i fora escena, sol, antifonalment o en concert amb el Cor formal i els Cantants de Carrer.
- Cantants de carrer – Sovint actuen al voltant del Celebrant i els instrumentistes d'escena, un gran grup mixt de cantants que representen la congregació, que participa en les oracions de la Missa, o alternativament situen aquelles oracions en un context modern.
- Acòlits – Ajudants del Celebrant, que ballen i procuren assistència a l'altar durant la Missa.

## Sinopsi
Al començament tots els intèrprets estan en harmonia i acord. Durant el curs de la Missa, tanmateix, el cor de carrer comença a expressar dubtes i sospites sobre la necessitat de Déu en les seves vides i la funció de la Missa mateixa. Al clímax emocional de l'obra, la cacofonia creixent del cor queixant-se finalment interromp l'Eucaristia. El celebrant, en una ràbia furiosa, llença el pa sagrat i el calze amb el vi, trencant-los damunt el terra. A aquest sacrilegi, els altres membres de repartiment es desplomen com si fossin morts mentre el Celebrant canta un solo. Aquest solo mescla la descreença del cor amb la seva introspecció, en preguntar-se on ha anat a parar la seva fe original. Al final de la seva cançó, ell també es desploma. Comença un solo d'oboè que recorda el cant d'un ocell (l'Esperit Sant), repartit aquí i allà des de diferents parts de l'auditori, finalment reunint-se en una nota clara sola. Un acòlit, absent durant el conflicte, llavors canta un himne de lloança a Déu, "Sing God a Secret Song" (Canta a Déu una cançó secreta). Això restaura la fe dels tres cors, units per l'acòlit un per un, en el seu himne de lloança. Diuen al Celebrant "Pax tecum" (la Pau sigui amb tu), i s'acaba amb un himne que demana la benedicció de Déu. Les darreres paraules de la peça són "La Missa és acabada; aneu-vos-en en pau."

## Moviments
I. Devocions abans de la missa:
1. Antífona: Kyrie Eleison
2. Himne i Salm: "A Simple Song" (Una cançó senzilla)
3. Responsori: Alleluia

II: Primer Introit (Rondó):
1. Oracions prèvies: Kyrie
2. Cànon tres vegades triple: Dominus vobiscum

III: Segon Introit:
1. In nomine Patris
2. Oració per la Congregació (Coral: "Almighty Father"(Pare Totpoderós)
3. Epifania

IV: Confessió:
1. Confiteor
2. Trop: "I Don't Know" (No ho sé)
3. Trop: "Easy" (Fàcil)

V. Meditació núm. 1
VI. Gloria:
1. Gloria tibi
2. Gloria en excelsis Deo
3. Trop: "Half of the People" (Mig món)
4. Trop: "Thank You" (Gràcies)

VII. Meditació núm. 2
VIII. Epístola: "The Word of the Lord" (Paraula de Déu)
IX. Gospel-Sermó: "God Said" (Déu digué)
X. Credo:
1. Credo
2. Trop: "Non Credo"
3. Trop: "Hurry" (Pressa)
4. Trop: "World Without End" (Món sense fi)
5. Trope: "I Believe in God" (Crec en Déu)

XI. Meditació núm. 3: De profundis, part 1
XII. Ofertori: De profundis, part 2
XIII. Pare nostre:
1. L'oració del Senyor, "Our Father" (Pare nostre)
2. Trop: "I Go On" (Persevero)

XIV. Sanctus:
XV. Agnus Dei
XVI. Fracció: "Things Get Broken" (Les coses es trenquen)
XVII. Pax: Comunió ("Secret Songs" (Cançons secretes)

## Instrumentació
La missa de Bernstein està pensada per a una gran orquestra i cor, i també inclou músics a escena i altres grups (músics de carrer). Bernstein va dividir l'orquestra en dues parts: les cordes, teclats, i la percussió són al fossat, mentre els vents, les guitarres, els sintetitzadors i la percussió són a l'escenari. La instrumentació es distribueix de la manera següent:

### Orquestra del fossat
- Instruments de percussió (com a mínim 4-5 instrumentistes): timpani, bongos, caixa, bombo, 4 tambors, platets, platets suspesos, triangle, 2 esquelles, campana tubular, tam-tam, enclusa, temple-block, caixa xinesa, pandereta, xilòfon, glockenspiel, marimba, i vibràfon
- Teclats: celesta, piano, i 2 orgues Allen (petit i gran)
- Cordes: arpa, primer i segons violins, violes, violoncels i contrabaixos

### Grups a escena
Orquestra d'escena:
- Fustes: 2 flautes (ambdues doblades en piccolos), 2 oboès (el segon que dobla en corn anglès), 3 clarinets en si bemoll (el primer doblant en saxofon soprano, el segon doblant en saxofon contralt i clarinet requint, el tercer que dobla en saxofon tenor i clarinet baix en si bemoll) i 2 fagots (el segon que dobla en contrafagot)
- Metall: 4 trompes en fa, 4 trompetes, 3 trombons i tuba
- Percussió (2 intèrprets): bongos, 2 bateries, cròtals, temple-block, 2 panderetes i glockenspiel.
- Teclat: 2 sintetitzadors (un per a la banda i l'altre per banda de rock)
- Veu: solo de baríton alat (Celebrant), noi soprano solo, SSAATTBB cor (com a mínim 60 cantants,amb túnica), el cor de nois (SSAA) (com a mínim 20 cantants, doblant en mirlitó)
- Cordes: guitarra acústica, 2 guitarres elèctriques (el segon que dobla en banjo), i 2 baixos elèctrics (un per l'orquestra d'escena, l'altre per la banda de rock)

Bernstein va incloure una nota on deia que els músics en l'orquestra d'escena han d'actuar com els altres membres de repartiment.
Músics de carrer:
- Percussió: 3 tambors d'acer, bastons, ampolles, una pandereta i pots de llauna
- Veu: com a mínim 45 cantants (20-30 solistes són utilitzats d'aquest grup)

## Gènesi
El concepte de la Missa deriva de tres fonts: l'experiència de dirigir al funeral de Robert F Kennedy el 1968 a lacatedral de Saint Patrick, Manhattan; el bicentenari de Beethoven a Viena el 1970; i una petita peça "A Simple Song", que va escriure per al film de Franco Zeffirelli Brother Sun, Sister Moon (1972), abans de ser retirat d'aquell projecte, després de tres mesos durant el qual va treballar amb Leonard Cohen.
Paul Simon va ser temptejat per a la música i lletres del mateix film, però va declinar participar-hi. Tanmateix, un quartet que va escriure mentre considerava la proposta va ser usat per Bernstein en la seva Missa.

## Enregistraments
- 1971: Alan Titus (Celebrant), Norman Scribner Choir, Berkshire Boy Choir, Studio Orchestra, Leonard Bernstein (director) - Sony Classical
- 2004: Jerry Hadley (Celebrant), Rundfunkchor Berlin, Berlin Cathedral Chorus, Deutsches Symphonie-Orchester Berlin, Kent Nagano (Conductor) - Harmonia Mundi
- 2008: Randall Scarlata (Celebrant), Tölzer Knabenchor, Chorus Sine Nomine, Tonkünstler-Orchester, Kristjan Järvi (director) - Chandos
- 2009: Jubilant Sykes (Celebrant), Morgan State University Choir, Peabody Children's Chorus, Morgan State University Marching Band, Baltimore Symphony Orchestra, Marin Alsop (director) - Naxos (La versió del 2009 fou nominada als Grammy)

## Vídeo
Tot i que diverses actuacions van ser televisades, cap d'elles està disponible comercialment. Hi ha una versió de DVD:
- 2004: "Leonard Bernstein Mass at the Vatican City (2000)" (ASIN: B0002S641Y) Douglas Webster (Celebrant) - Kultur Video

## Advertiment de la FBI
La FBI va mantenir un arxiu sobre Bernstein a causa de les seves opinions esquerranoses. L'estiu de 1971, l'Agència va advertir la Casa Blanca que el text llatí de la Missa podria contenir missatges contra la guerra, els quals podrien avergonyir el president Nixon en cas d'assistir a la première i aplaudir amb cortesia. Rumors de tal trama contra Bernstein van ser filtrats a la premsa. Nixon finalment no va assistir a l'estrena; aquesta decisió fou descrita en la premsa com un acte de cortesia vers Jacqueline Kennedy Onassis, perquè sentís que l'estrena "realment hauria de ser la seva nit".

## Altres actuacions importants
Molt del repartiment original es va reunir en una producció del Metropolitan Opera de Nova York el juliol de 1972.
L'estrena europea de la Missa va tenir lloc el juliol de 1973 al Konzerthaus de Viena, amb un repartiment amb estudiants de la Universitat Yale, un cor de Viena, i la Yale Symphony Orchestra, dirigits per John Mauceri. Mauceri, un protegit del compositor que havia estudiat a Tanglewood, era llavors un membre de la facultat a la Yale School of Music i director de l'orquestra estudiantil. Va dirigir la peça a Yale la tardor de 1972, al mateix temps que el compositor elegia el repartiment i orquestra a l'estranger. Amberson Enterprises de Bernstein va patrocinar la producció, el qual va utilitzar intèrprets d'aficionat a causa de les restriccions imposades pel Kennedy Center.
Dins 1981, el Kennedy Center va muntar una producció sobre el desè aniversari, dirigida per Tom O'Horgan i dirigida per John Mauceri, que va ser retransmès el 19 de setembre de 1981 ("En Viu des del Kennedy Center")